# Kahina Messaoudene
Kahina Messaoudene (ur. 15 lipca 1992) – algierska siatkarka, reprezentantka kraju grająca jako środkowa. Obecnie występuje w drużynie ASW Béjaïa.